# Vlaamse Hoge Bosraad
De Vlaamse Hoge Bosraad (VHBR) was een Vlaams advies- en overlegorgaan.

## Geschiedenis
De Vlaamse Hoge Bosraad werd opgericht op 16 mei 1980 naar aanleiding van de staatshervorming van 1980. Haar directe voorloper was de op 22 februari 1893 opgerichte Nationale Hoge Bosraad. De raad was aanvankelijk samengesteld uit een twaalftal experten die benoemd werden door de Vlaamse regering. In 1991 werd de raad omgevormd. Voortaan zetelden er een 29-tal leden, waarvan de helft boseigenaar of -beheerder was. Haar taak bestond erin - vanuit het standpunt van de bosbouw - adviezen of beleidsvoorstellen te formuleren. Op 1 september 2011 werd de VHBR opgeheven en vanaf 1 februari 2011 opgevolgd in haar taken door de 'Permanente Werkcommissie Bosbeleid' in de Minaraad.
Voorzitter was Jan Spaas.